# Cyrtodactylus durio
Espèce
Cyrtodactylus durio est une espèce de geckos de la famille des Gekkonidae.

## Répartition
Cette espèce est endémique du Kedah en Malaisie.

## Publication originale
- Grismer, Anuar, Quah, Muin, Onn, Grismer & Ahmad, 2010 : A new spiny, prehensile-tailed species of Cyrtodactylus (Squamata: Gekkonidae) from Peninsular Malaysia with a preliminary hypothesis of relationships based on morphology. Zootaxa, n. 2625, p. 40–52.